# Han van Hagen

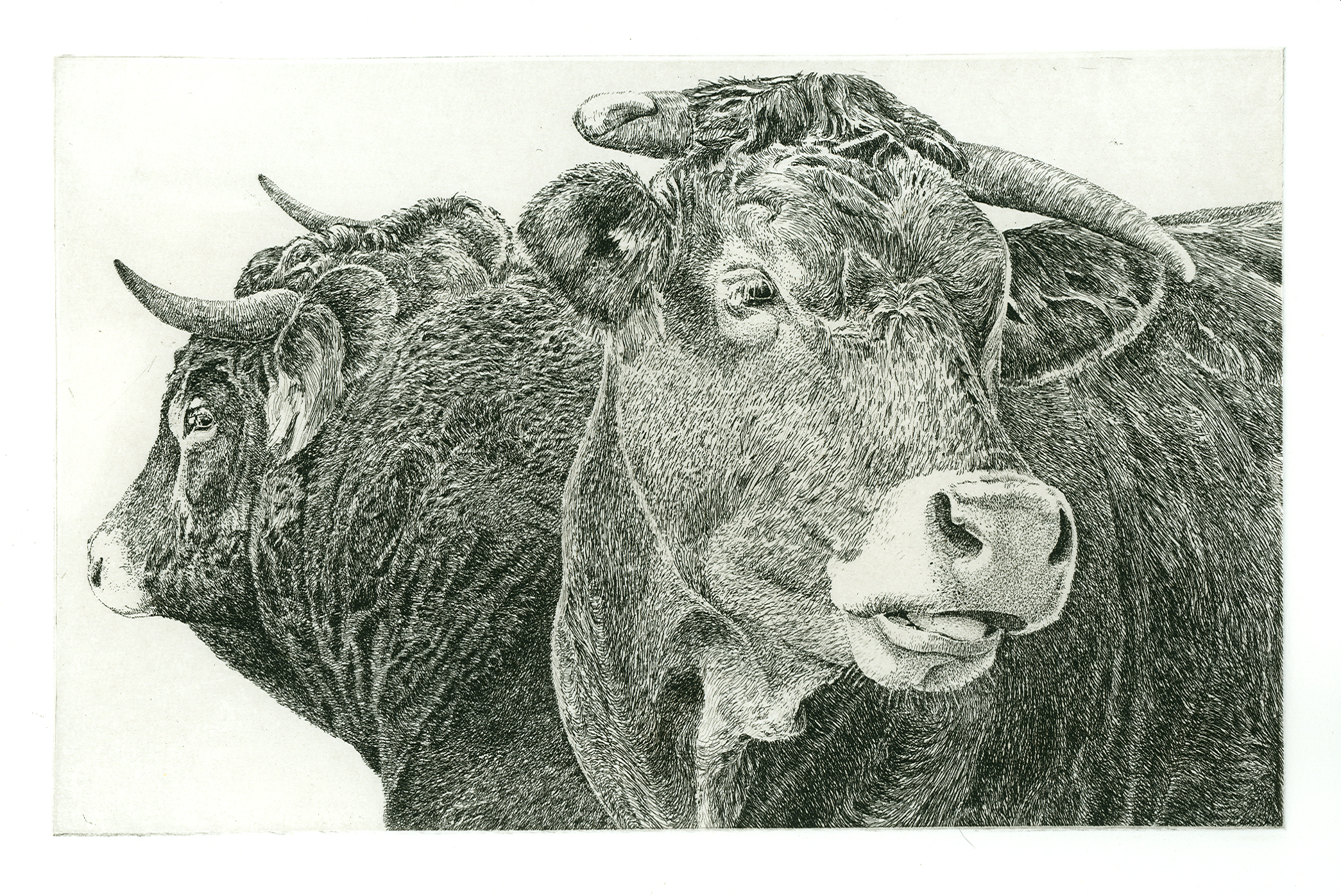
Simon en Sonatine. Takkenhoogte, Zuidwolde. Lijnets. 2005

Han van Hagen (Voorburg, 9 mei 1944) is een Nederlandse etser. Op figuratieve wijze verbeeldt hij in zijn etsen landschappen, dieren en planten.

## Levensloop
Han van Hagen studeerde na het behalen van het diploma gymnasium alpha bij Dirk van Gelder aan de Koninklijke Academie van Beeldende Kunsten in Den Haag, waar zijn aandacht vooral getrokken werd door de lithografie en het etsen. Na zijn studie woonde hij aanvankelijk een aantal jaren in Nieuwkoop en vervolgens in Zuidwolde (Drenthe). In Zuidwolde richtte hij in 1993 samen met zijn vrouw, de keramiste Lia van Rhijn, aan de rand van het natuurgebied Takkenhoogte in het Reestdal het Kunstcentrum Hofstede Duet op.
Bij zijn kunsthistorische lezingen behandelt Han van Hagen zowel het tijdsbestek en de stijl van de kunstwerken alsook de persoonlijkheid en de inzet van de kunstenaars. Hij schept daarbij een zekere ambiance, die leidt tot een diepere beleving van de kunst.
Hij organiseert regelmatig kunstreizen voor zijn cursisten, onder andere naar Vlaanderen, Parijs, Berlijn, Londen, Rome, Florence, Toscane, Umbrië. Sinds 2002 is hij de drijvende kracht van de in 1984 door hem en Simon Koene opnieuw opgerichte De Haagse Etsclub, een groep grafici die regelmatig mappen met etswerk uitbrengt. Hij is lid van de kunstenaarsclub Pulchri Studio in Den Haag. Zijn beide woonplaatsen, maar ook een aantal reizen naar Ierland, Zuid-Europa, Mexico en de Filipijnen, zijn een rijke bron van inspiratie voor zijn werk geweest.

## Werk

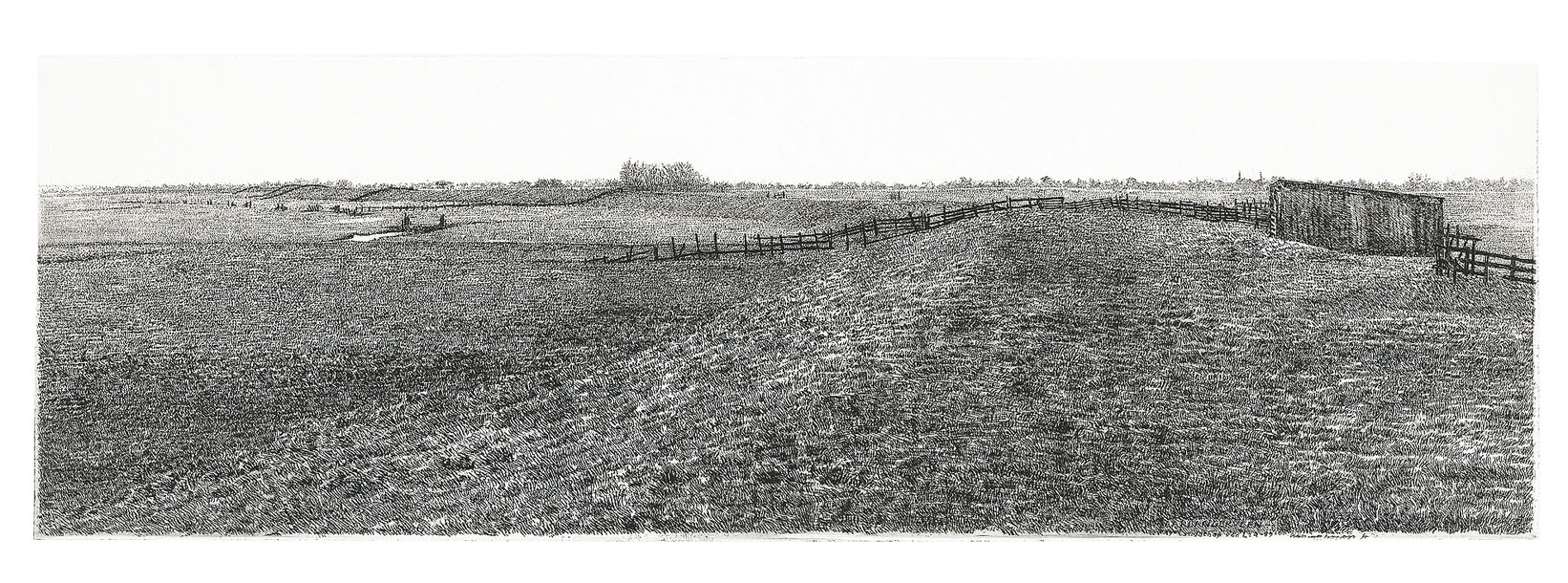
Landschap van Lia bij Aarlanderveen. Lijnets, retrousage. 1989

### Inspiratie
Han van Hagen verbeeldt in zijn etsen landschappen, dieren en planten; de werkelijkheid is altijd aanwezig. Hij grijpt daarbij terug op oude meesters en geeft blijken van waardering voor Albrecht Dürer, die het gewone in de kunst introduceerde, Paulus Potter en Pieter Gerardus Os met hun stieren, Jacob van Ruisdael en Hercules Segers die landschappen etsten.
Ook zijn leermeesters aan de Academie leerden hem inzicht; Dirk van Gelders eenvoud, Willem Mindermans gesublimeerde kunst, Co Westeriks intieme wereld en persoonlijke aandacht, Wim Beunings gedroomde wereld die werkelijkheid wordt. Meer dan van invloed kan men hier spreken van voortzetting van en voortbouwen op een traditie. Daarbij wordt steeds gestreefd naar nieuwe manieren en procedés in het etsen. Van meet af aan heeft hij zich vrijwel uitsluitend toegelegd op het etsen, waardoor hij zich een aparte positie in de Nederlandse grafiek heeft verworven.

### Werken

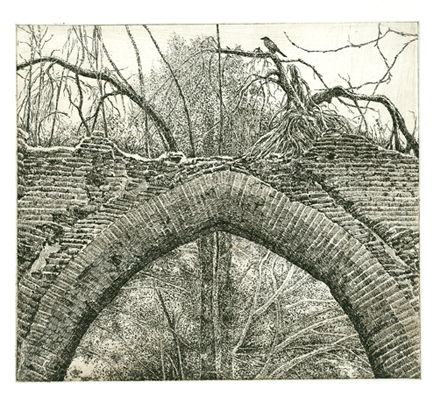
Ruïne in Ammerzoden. Lijnets. 2009

In zijn werk streeft Han van Hagen in wisselwerking twee doeleinden na. Weergave van de stoffelijkheid van de natuur aan de ene en de ambachtelijke kant van het etsen aan de andere kant. Als hij uiteindelijk tot de conclusie komt dat voor de etser de grafische structuur belangrijker is dan de voorstelling dan wil dat niet zeggen dat de ambachtelijkheid belangrijker is dan het beeld. De werkelijkheid kan echter alleen maar goed worden verbeeld door voortdurende ontwikkeling van de techniek. Door steeds andere lijnbewegingen en verschillende vlakbehandelingen wordt gestreefd naar het juiste beeld.
Het bewerken van de plaattoon is een van zijn belangrijke thema's. (Hooglander te water) De compositie komt tot stand door de ordening van het materiaal rond het hoofdonderwerp. De vlakverdeling kan door een zeker evenwicht tussen lijnen en onbetekende delen tot spontaniteit of rust leiden. De op zich abstracte samenstelling van lijnen en vlakken leiden tot een beeld. Het materiaal van de etsplaat bepaalt mede het karakter van de afbeelding. Lijnen in zink geëtst zijn grover en spontaner dan lijnen in een koperets. De vraag hoeveel lijnen er nodig zijn, hoe fijn ze moeten zijn, of er gearceerd moet worden of dat bepaalde plaattonen bereikt moeten worden door schuren van de plaat dan wel door retrousage, zijn steeds terugkerende problemen. In een aantal etsen werden bijzondere effecten bereikt door technieken als Chine collé.

### Formaten
Han van Hagen is een pleinairist onder de etsers. Voor het werken in de natuur gebruikte hij een zeepdoosje als etsbak. Veel etsen, op de Nieuwkoopse Plassen en de Drentse Heide of in bezochte verre landschappen gemaakt, zijn dan ook niet meer dan enkele centimeters breed en hoog. Enkele landschappen zijn 157 x 487 mm; één ets van de Zuidplas te Nieuwkoop heeft de uitzonderlijke afmeting van 166 X 1470 mm.

## Collecties
Werk van Han van Hagen bevindt zich in
- Het Rijksprentenkabinet te Amsterdam
- Het Haags Gemeentemuseum te Den Haag
- De Buitenplaats, Museum voor Figuratieve Kunst te Eelde
- Museum Møhlman te Appingedam
- Het Prentenkabinet, Leiden
- Vele particuliere verzamelingen

## Exposities
- 1976 Gemeentemuseum Den Haag – Gemeentemuseum Arnhem – tentoonstelling en presentatie van de cassette “Onkruid”van de Haagse Etsclub
- 1978 en 1981 Institut Néerlandais, Parijs
- 1980 – heden Pulchri Studio, verschillende exposities
- 1983 Presentatie "Gekorven Diertjes", tekst Midas Dekker, aquarellen Han van Hagen
- 1983 – heden Galerie Petit, verschillende exposities
- 1984 Presentatie t.g.v. de oprichting van de Haagse Etsclub – Biënnale “Grafiek Nu” (vervolgens om de twee jaar)
- 1986 Presentatie "Mummies", tekst Midas Dekker, tekeningen Han van Hagen
- 1987 Provinciaal Museum van Drenthe, Assen
- 1987 – 2006 Tentoonstellingen in diverse galeries
- 2002 Voorburg, Hofwijk, Presentatie van "De Haagse Etsclub" (Fascinatie voor de Etskunst) van Ina Verssteeg
- 2002 – 2006 Regelmatig tentoonstellingen in De Buitenplaats, Museum voor Figuratieve Kunst te Eelde en Museum Møhlman te Venhuizen
- 2006 Tentoonstellingen in Nieuw-Amsterdam, Eelde, Middelburg, Den Haag, Amsterdam, Capelle aan den IJssel, Vlijmen, Venhuizen en Koekange ter gelegenheid van de verschijning van het boek Han van Hagen Etsen – in een aantal gevallen samen met werk van keramiste Lia van Rhijn
- 2010 Tentoonstelling van etsen: "In het voetspoor van Oude Meesters", Donghamuseum, Dongen.

## Publicaties
- Han van Hagen. Etsen, tekeningen en foto's. In: Nieuwkoop, beelden en fragmenten. 1982 (2de druk, 1988)
- Midas Dekkers en Han van Hagen. Gekorven Diertjes. 1983
- Midas Dekkers en Han van Hagen. Mummies. 1986
- Han van Hagen. "De 'huid' der dingen". In: Frans Jansen en Helen Stenfert Kroese, Pentekeningen. 1988
- Yvonne Kroonenberg en Han van Hagen. Tijd voor een sigaar. 1991
- Han van Hagen. Etsen. 2006. (Met bijdragen van Eric van der Bilt, Midas Dekker, Leo Divendal, Simon Koene, Yvonne Kroonenberg, Annette Kruisbrink, Frans Laurentius, Theo Laurentius, Ger Luijten en Aleid Rensen.)
- Han van Hagen. Grassen. 2006. (Met bijdragen van Leo Divendal en Annette Kruisbrink. Met CD)
- Nationaal Beeldenpark De Havixhorst. (Uitg. Het Drentse Landschap) 2005
- Sculptuur De Havixhorst. (Uitg.: Stichting Nationaal Beeldenpark De Havixhorst). 2008
- Han van Hagen. Ruïnes. Dongen, 2010. (Met teksten van Midas Dekkers, Ranko Hamelinck en Nancy Schellekens)

Werk als illustrator
- Natuurbehoud, Tijdschrift van de Vereniging tot Behoud van Natuurmonumenten. Jaren ‘80
- Geriefhoutbosjes. Natuur en Milieu, nr.20. 1984
- Handboek van natuurgebieden en wandelterreinen in Nederland. (Uitg. Natuurmonumenten.) 1985
- Wie het kleine niet eert… Ongewervelde dieren en het terreinbeheer. (Uitg. Natuurbeschermingsraad) 1991
- Rolf Roos en Volkert Vintges (red.) Het milieu van de natuur. Herkennen van verzuring, vermesting en verdroging in de natuur. 1992
- Bertus Boivin en Hans Elerie. Het Drentse landschap, tekenend. 1994

Verdere literatuur
- Versteeg, Ina. De Haagse Etsclub (Fascinatie voor de Etskunst). 2002
- Versteeg, Ina. De Haagse Etsclub (Uitgave "Tuinen"). 2002

## Externe links

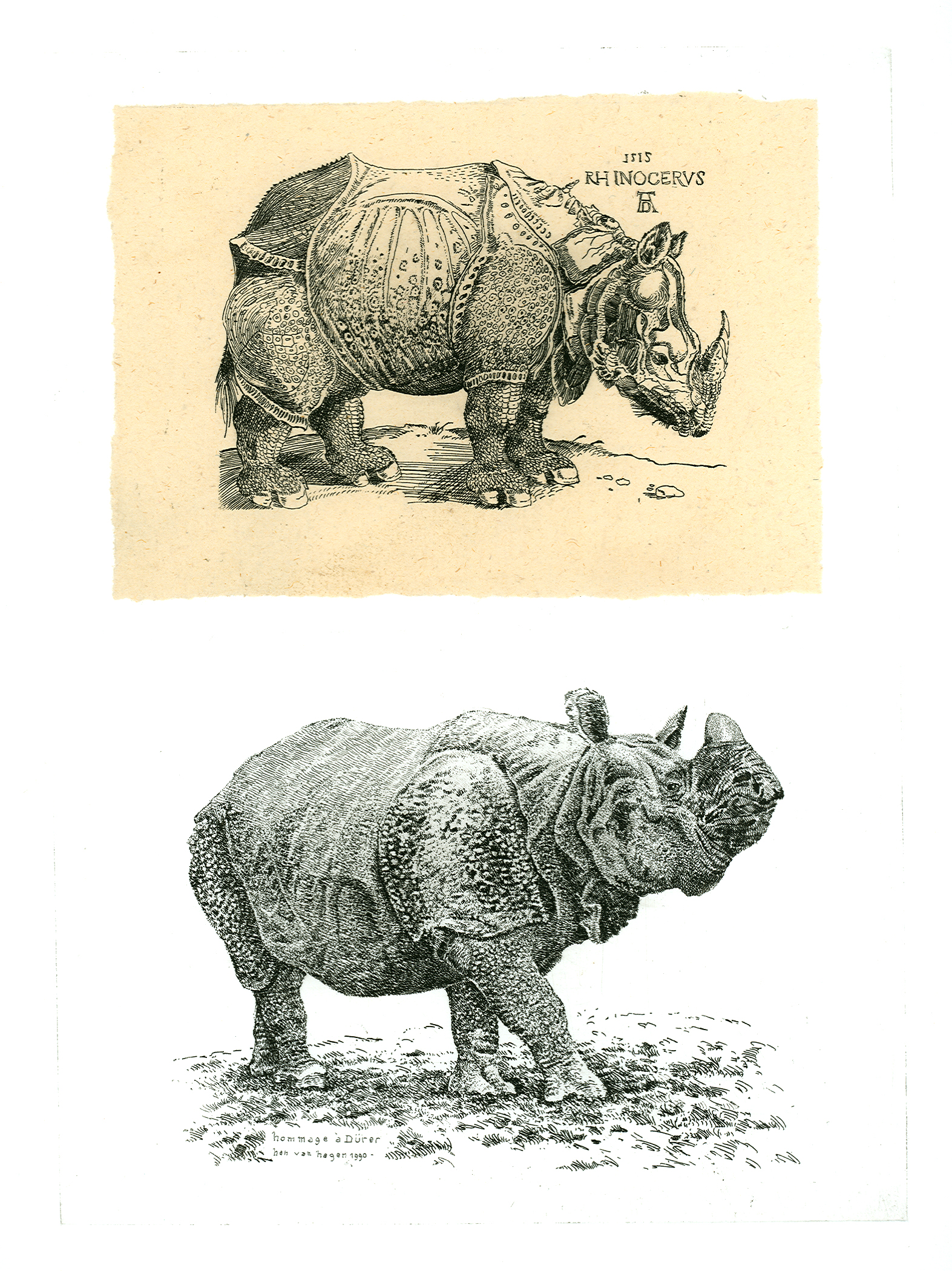
Rhinoceros. Hommage à Dürer. Lijnets, chine collé. Bovendeel naar houtsnede van Albrecht Dürer uit 1515. 1990/2006
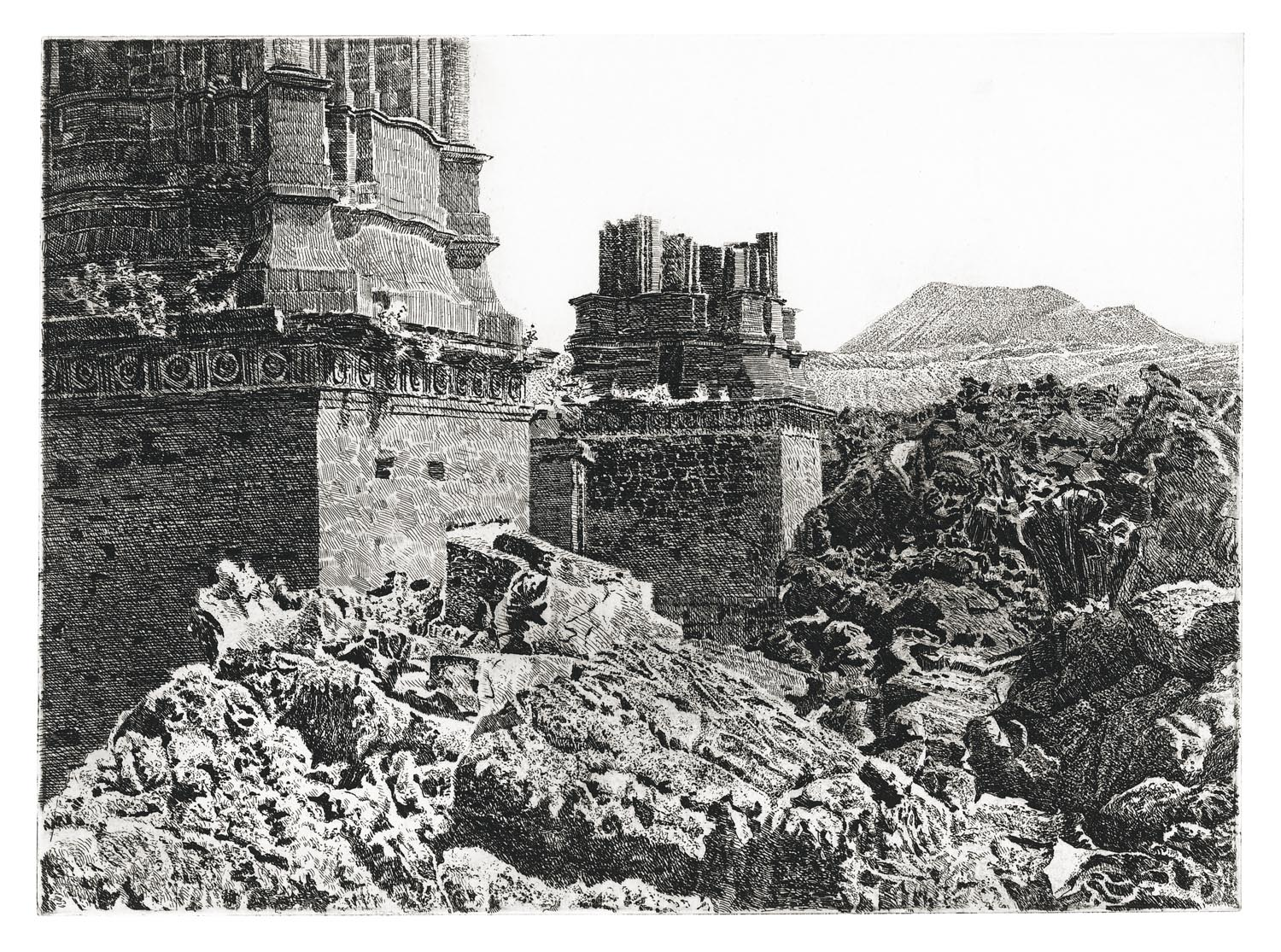
Paricutin, Mexico. Lijnets, aquatint. 1991
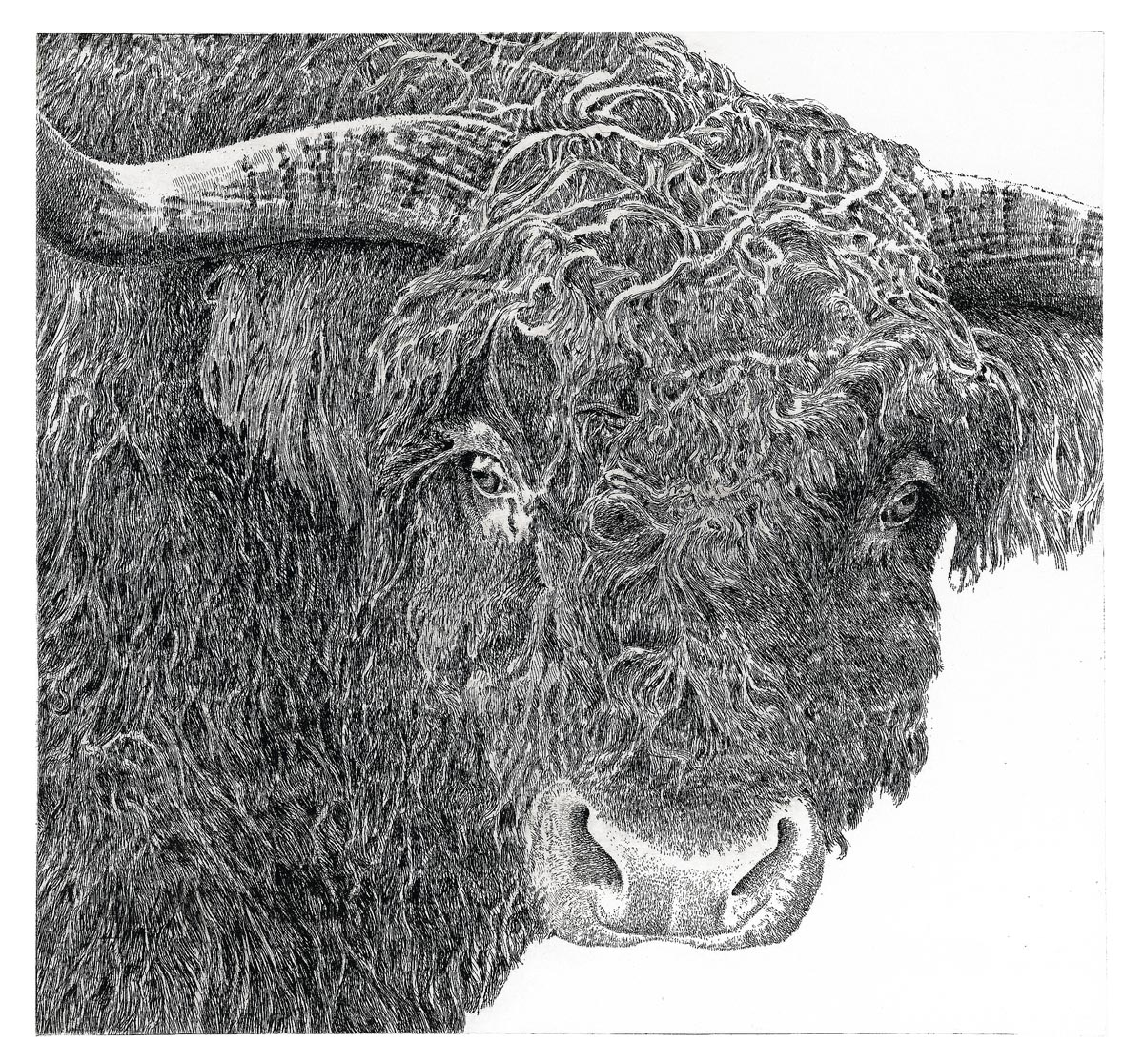
Meneer Stier. Takkenhoogte, Zuidwolde. Lijnets, retrousage. 2003
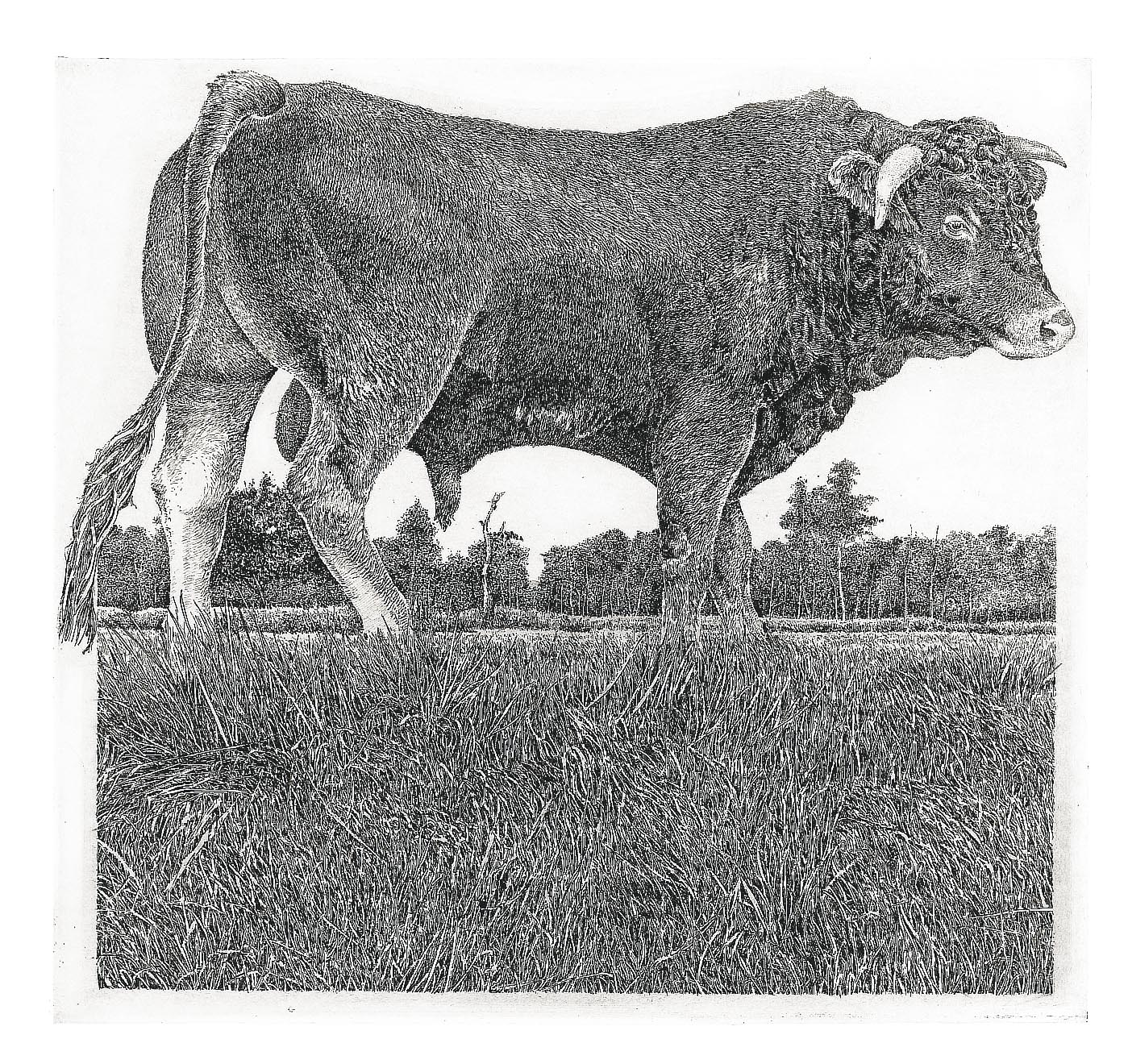
Simon XII van de Zwarte Kaat. Lijnets. 2004
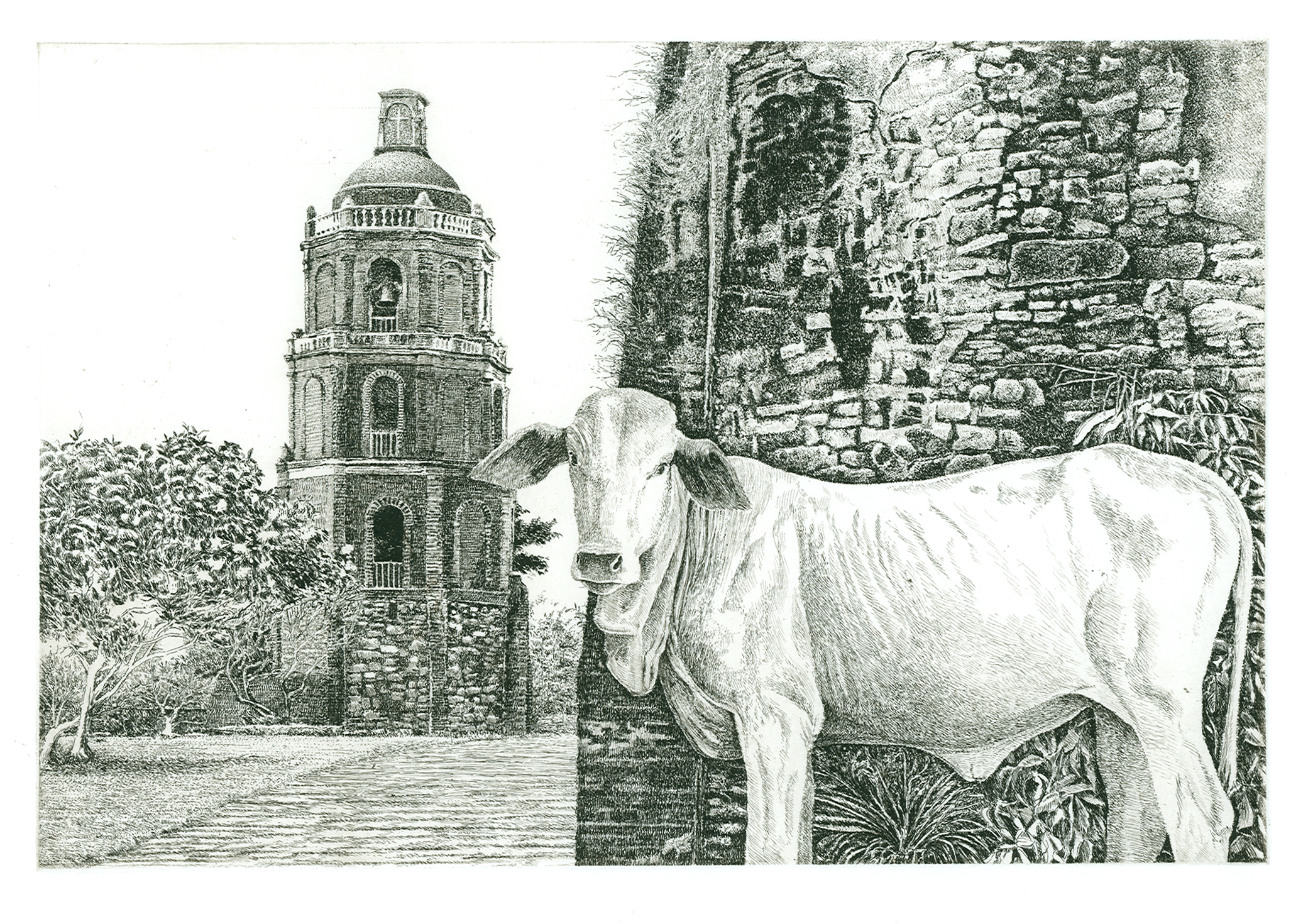
Kerk en Kalf 2. Lijnets. 2008
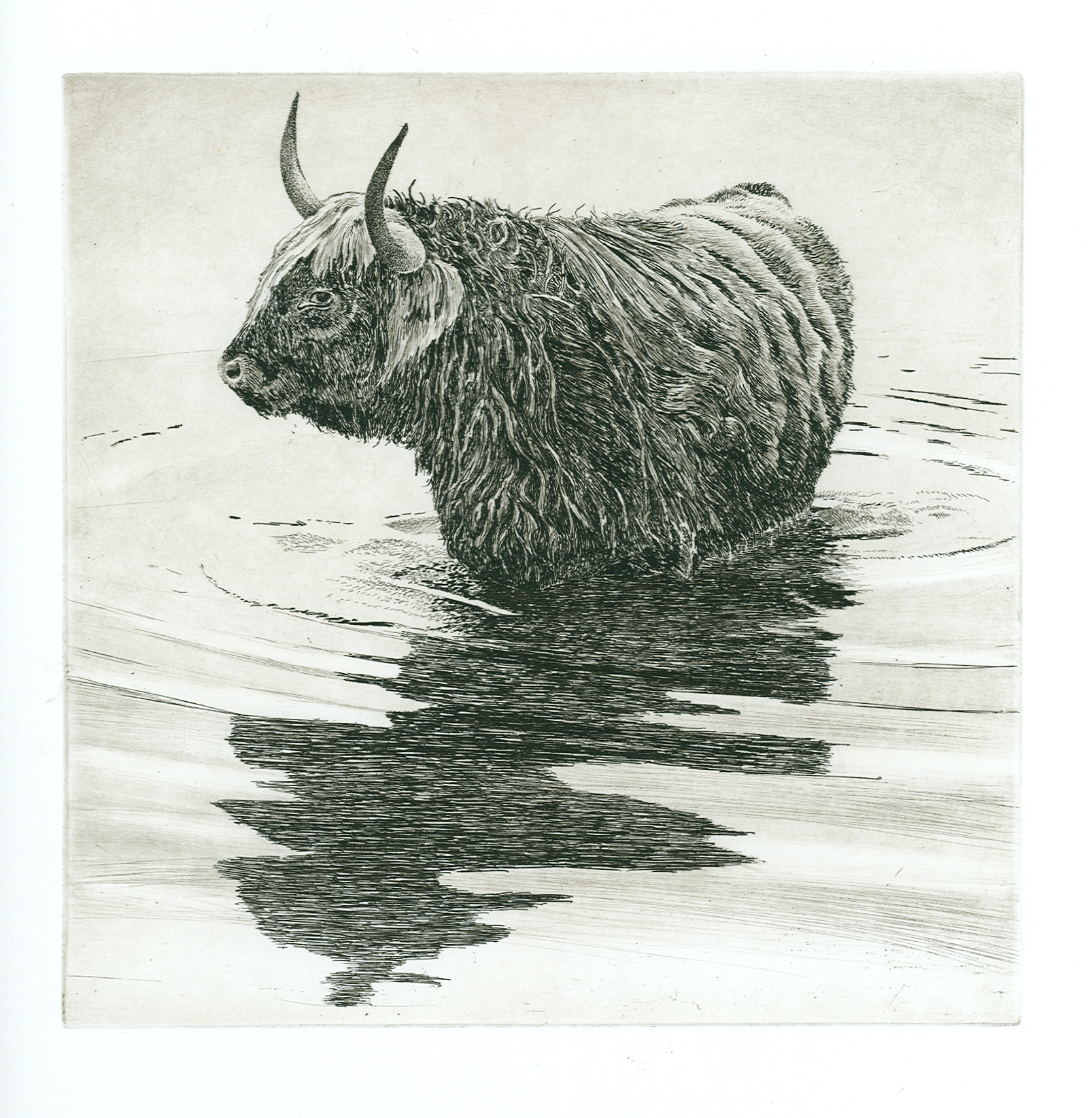
Hooglander te water 2. Lijnets. 2008
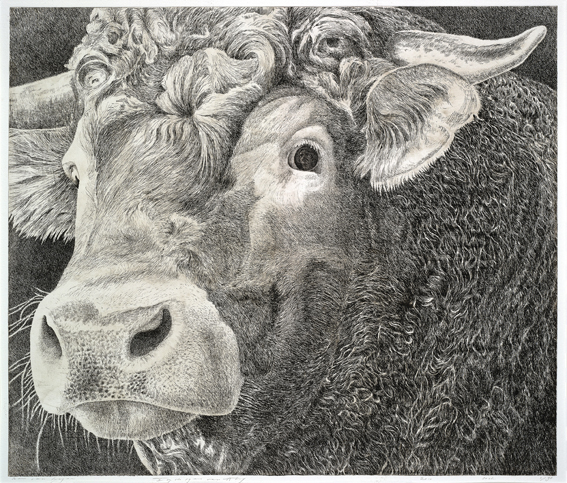
Aloy. Lijnets. 2009
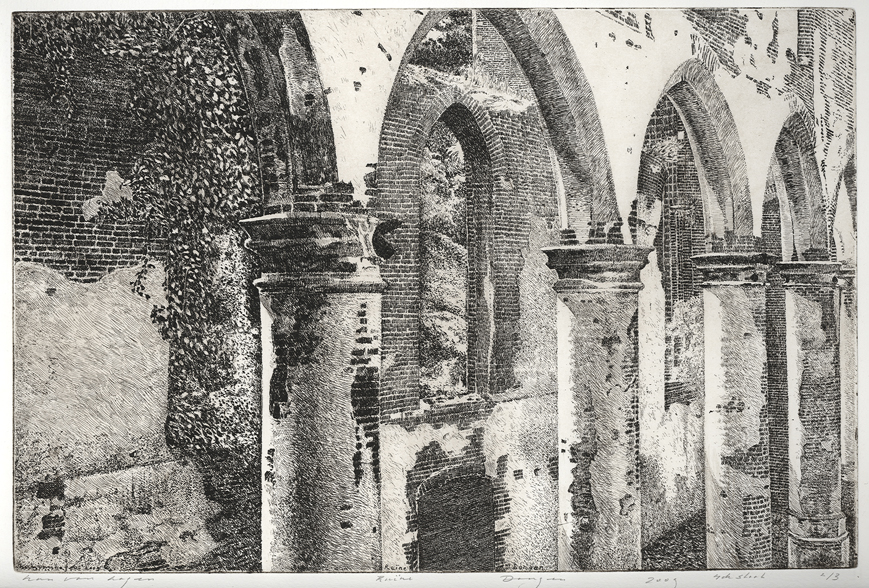
Kerkruïne in Dongen. Lijnets. 2009